# Llano Grande (Costa Rica)
Llano Grande es el décimo distrito del cantón de Cartago, en la provincia de Cartago, de Costa Rica.

## Historia
La historia de Llano Grande se remonta al año 1569, cuando el gobernador Perafán de Rivera dividió en encomiendas los terrenos de Cartago.
Las tierras que hoy conforman Llano Grande fueron asignadas al español Pedro Días de Loria, quien en 1589 las heredó a su hijo Felipe Días. Hasta el año 1602, eran conocidas como "las tierras de Felipe Días", quien a su vez las dividió en dos partes al heredar: las tierras del sur quedaron en manos de su esposa Angelina —actualmente conocida como La Angelina— y las del norte fueron entregadas a María Vázquez, quien contrajo matrimonio con Jerónimo de Retes.
En 1643, ambas tierras fueron otorgadas por la Corona Española, valoradas en 300 ducados, a Juan Vázquez de Coronado como parte del dote para el casamiento de sus hijas Ana y Petronila.
Durante el período comprendido entre 1700 y 1800, los pobladores del barrio El Arrabal (actual El Carmen de Cartago), así como los llamados "Tareños", comenzaron a ocupar las tierras de Llano Grande como denuncios.
Posteriormente, el 10 de enero de 1938, mediante el Decreto Ejecutivo n.º 11 emitido por el entonces expresidente de la República, León Cortés Castro, Llano Grande fue oficialmente constituido como distrito n.º 10 del cantón de Cartago, en respuesta a una discrepancia territorial entre los vecinos de Llano Grande, El Carmen y Tierra Blanca.Llano Grande fue creado el 10 de enero de 1938 por medio de Decreto Ejecutivo 11.

## Ubicación
Se ubica en las faldas del volcán  Irazú.
A 4,3 km al norte de la ciudad de Cartago, la parte este de Banderillas. 

## Geografía
Llano Grande cuenta con un área de 30,35 km² y una altitud media de 2270 m s. n. m.
Mayor altura: 2800  m s. n. m.

## Demografía
Para el año 2022, Llano Grande cuenta con una población estimada de 4859 habitantes, y para el último censo efectuado, en 2011, Llano Grande contaba con una población de 4342 habitantes.

## Localidades
- Barrios: Centro
- Y griega
- Sagrada Familia
- Azahar (Barrio los Ángeles)
- Los Comunes
- Banderillas (Parte)
- La Angelina (Parte)
- La Trinidad
- Retes
- Prusia (Parte)
- La Laguna
- Boquerón
- Las Pavas
- Varillal
- Rodeo
- Potrerillos
- La Socola (Parte)
- Barrio La Cruz

## Economía
En este distrito se producen más de 29 cultivos agrícolas como papa, cebolla, zanahoria, repollo, remolacha, chile, frijol, maíz, fresas, ganadería, etc.
Además a partir de 1969 en inició la actividad de la floricultura la cual ha tomado un gran auge posicionando a esta comunidad como líder nacional en producción de flores de corta.
También el turismo sobre todo en Hacienda Retes y el parque recreativo Ricardo Jiménez Oreamuno (Prusia) el cual parte pertenece al distrito.

## Transporte

### Carreteras
Al distrito lo atraviesan las siguientes rutas nacionales de carretera:
- Ruta nacional 218
- Ruta nacional 401